# Ізекіїль Филипович
Филипович Кирило (чернече ім'я — Ізекіїль) — український освітній діяч в добу Гетьманщини, професор, ректор Києво-Могилянської академії.

## Біографія
Народився у сім'ї ніжинського протопопа, згодом єпископа Мстиславського, Оршанського і Могильовського Мефодія Филимоновича.
Закінчив Києво-Могилянську академію. Обраний на її ректора й ігумена Київського Братського монастиря 26 липня 1684 року.
За деякими даними, на цей час Филипович уже був відомий як професор Києво-Могилянської академії, але підручники, укладені ним, не збереглися. Залишились документи про його господарську діяльність, турботу і благодійництво щодо КМА.
На прохання Филиповича гетьман Іван Мазепа видав універсал, за яким передавав с. Бельмачівка, що належало до гетьманських володінь, Київському Братському монастирю, «всей Малой Россіи потребного для того, что в нем цвіченіе всякому с малороссійскіх дітей хотячому учитися походить».
За Филиповича у КМА з'явилися нові наукові сили, зокрема професори С. Озереський, С. Яворський, П. Калачинський, Й. Кроковський.
Де після Академії перебував, коли помер і де похований невідомо.